# Васил Попов (математик)
Васил Атанасов Попов е български математик, член-кореспондент на Българската академия на науките.

## Биография
Васил Попов е роден на 14 януари 1942 година в София в семейството на Атанас Попов и Лилия Сталева.
През 1965 година завършва математика във Физико-математическия факултет на Софийския университет, а през 1971 година успешно защитава докторска дисертация на тема изпъкнали апроксимации. От 1976 година е доктор на математическите науки, през 1974 година заема длъжността доцент, а от 1981 година – професор в Математическия институт (дн. Институт по математика и информатика) при БАН. Избран е за член-кореспондент на Академията през 1984 година.
Научните интереси на Попов са в областите математически анализ, числени методи, теория на апроксимациите. Сред приносите му са резултати, свързани с приближения с рационални функции, сплайн-функции, хаусдорфови приближения и други.
Преподава във Физико-математическия факултет на Софийския университет. Заместник главен редактор е на списание „Serdica“ и член на редколегията на „Mathematica Balkanica“ и на „Approximation theory and applications“. Гост-професор в САЩ.
Васил Попов почива на 31 май 1990 г. във Филаделфия.
Негов син е писателят Алек Попов.

## Награди
- 1974 – Награда „Никола Обрешков“
- 1978 – Димитровска награда
- 1981 – Медал „1300 години България“ за изключителни постижения в теория на приближенията[1]